# Nørresundby Gymnasium & HF
Nørresundby Gymnasium & HF (forkortet: NGHF) er et Gymnasium og Højere forberedelseseksamen i Aalborgbydelen Nørresundby. Gymnasiet har adresse på studievej 14, 9400 Nørresundby. Det blev indviet i 1965 under navnet Sundby Hvorup Gymnasium. Gymnasiet har bl.a. idrætshal, idrætssale og kantine.
På YouTube kan man se NGHFs videoer om matematik.

## Studieretninger
Nørresundby Gymnasium tilbyder 12 studieretninger og Nørresundby HF tilbyder tre studieretninger.

## Kendte dimittender
- Joachim B. Olsen
- Ole Bornedal
- Uwe Max Jensen
- Henning G. Jensen

## Links
- Nørresundby Gymnasium

57°4′29″N 9°56′26″Ø / 57.07472°N 9.94056°Ø
| Skole | Spire Denne artikel om en skole, en uddannelsesinstitution eller uddannelse er en spire som bør udbygges. Du er velkommen til at hjælpe Wikipedia ved at udvide den. |